# Proton Synchrotron

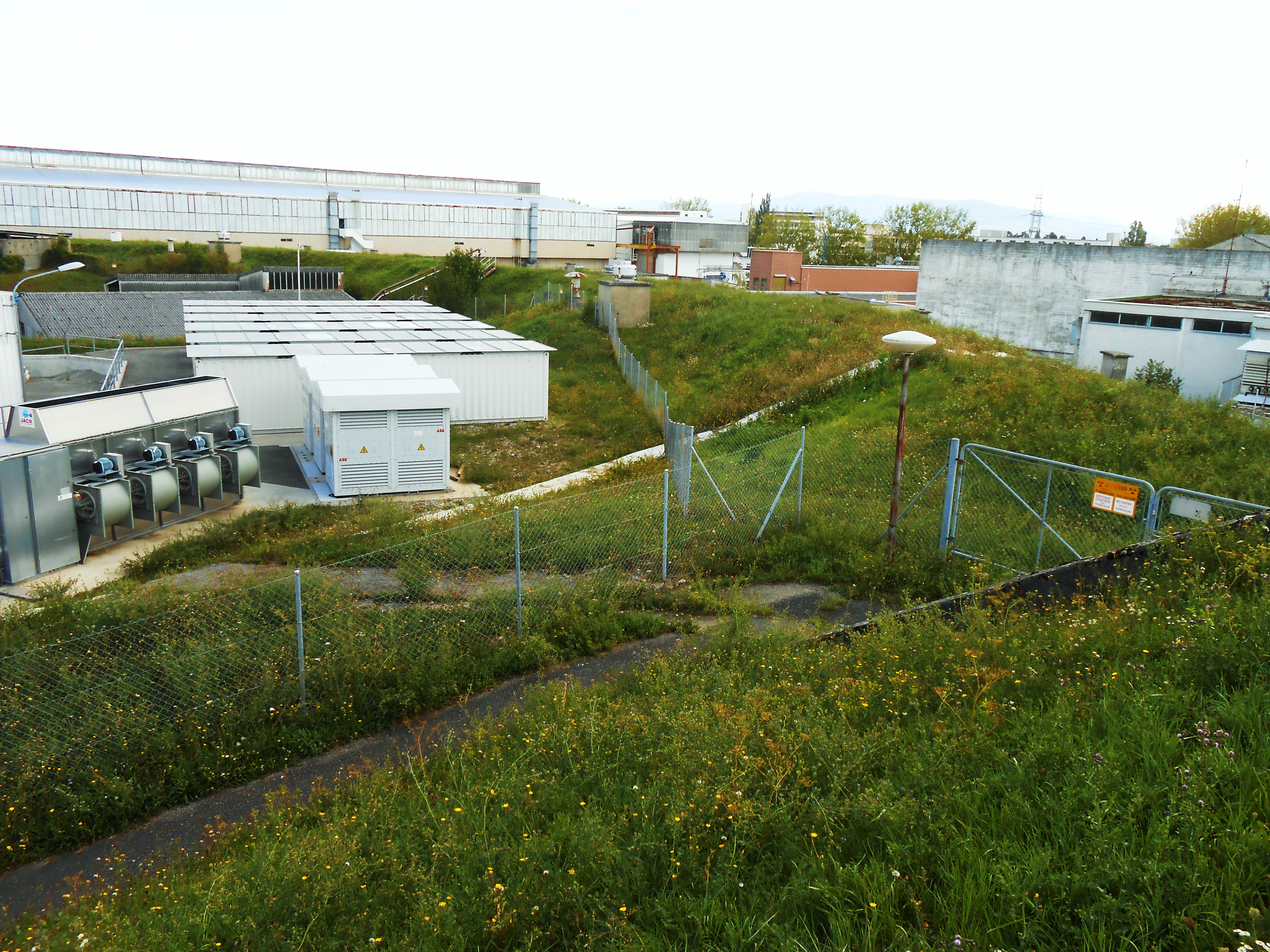
La superficie esterna dell'acceleratore PS al CERN: è visibile la collina verde di forma circolare che lo copre.

Il Proton Synchrotron (PS) è un acceleratore di particelle del CERN, costruito alla fine degli anni '50 per accelerare protoni fino a 28 GeV, ed entrato in funzione nel 1959. Attualmente fa parte della catena di pre-accelerazione di Large Hadron Collider (LHC): riceve protoni dal Proton Synchrotron Booster a 1.4 GeV e ioni di piombo dal Low Energy Ion Ring (LEIR) a un'energia di 72 MeV per nucleone e, dopo averli accelerati, li invia al Super Proton Synchrotron (SPS).
Il Proton Synchrotron è un sincrotrone con una circonferenza di 628.3 m. È una macchina potente e versatile, nella sua storia ha accelerato diversi tipi di fasci di particelle. Negli anni ha subito molteplici aggiornamenti per migliorare le sue prestazioni, le uniche componenti originali rimaste sono i magneti e l'edificio.

## Storia
Il Proton Synchrotron ha lavorato nella catena di pre-accelerazione per Intersecting Storage Rings (ISR), per Super Proton Synchrotron (SPS), per Large Electron-Positron Collider (LEP), e dal 2008 accelera fasci di protoni  e ioni di piombo per Large Hadron Collider (LHC).
Nella sua storia è stato anche usato per generare fasci di particelle utilizzati da altri esperimenti: ha fornito il fascio di neutrini all'esperimento Gargamelle, la camera a bolle che ha permesso di giungere nel 1974 alla scoperta delle correnti neutre dovute all'interazione debole. Il Premio Nobel per la fisica del 1979 venne assegnato a Abdus Salam, Sheldon Glashow e Steven Weinberg per aver predetto le correnti neutre nel 1973.